# Mörkhårig fjällblomfluga
Mörkhårig fjällblomfluga (Chrysosyrphus nasutus) är en tvåvingeart som först beskrevs av Zetterstedt 1838.  Mörkhårig fjällblomfluga ingår i släktet fjällblomflugor, och familjen blomflugor. Arten är reproducerande i Sverige.